# Human Rights and Democracy Movement
Human Rights and Democracy Movement is een politieke partij in Samoa.
De leider van de partij is Uliti Uata.
In parlementsverkiezingen van 2005 kreeg de partij 7 zetels.